# Johann Ritter von Oppolzer

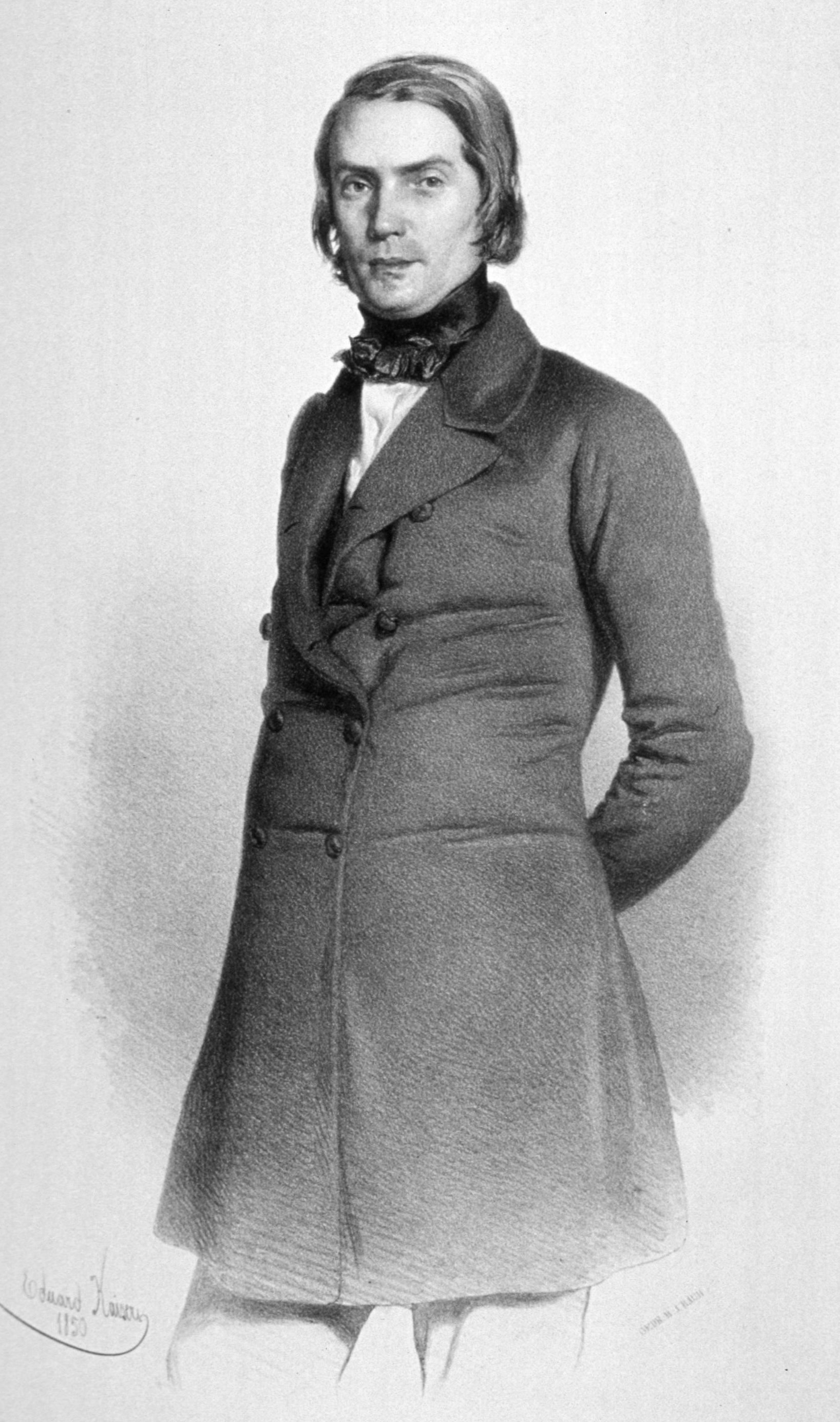
Johann Ritter von Oppolzer

Johann Ritter von Oppolzer (Nové Hrady, 4 agosto 1808 – Vienna, 16 aprile 1871) è stato un medico austriaco.

## Biografia
Padre dell'astronomo Theodor von Oppolzer (1841–1886), nel 1835 conseguì il dottorato di medicina presso l'Università di Praga, e successivamente lavorò come professore universitario a Praga (1841), Lipsia (dal 1848) e Vienna (dal 1850), dove anche ricoperì il ruolo di rettore nel 1860/61. Nel 1863 fu eletto membro straniero dell'Accademia Reale Svedese delle Scienze.
Oppolzer era un avvocato di diagnosi olistica e terapia. Fu anche un'importante influenza nella carriera del rinomato otologo Adam Politzer.

## Opere principali
- Vorlesungen über spezielle Pathologie und Therapie, 2 volumi, 1866/1872.